# Eumelea unilineata
Eumelea unilineata är en fjärilsart som beskrevs av W. Warren 1897. Eumelea unilineata ingår i släktet Eumelea och familjen mätare. Inga underarter finns listade i Catalogue of Life.